# Kościół Zwiastowania Najświętszej Maryi Pannie „Tal-Mirakli” w Lii
Kościół Zwiastowania Najświętszej Maryi Pannie, powszechnie znany jako Sanktuarium Matki Bożej „Tal-Mirakli” (malt. Is-Santwarju tal-Madonna tal-Mirakli, ang. Church of Our Lady of Miracles) – rzymskokatolicki kościół pod wezwaniem Zwiastowania Najświętszej Maryi Pannie, znajdujący się w miejscowości Lija na Malcie. 

## Historia
Świątynia znajduje się na obrzeżach Ħal Lija, na obszarze, który kiedyś tworzył wioskę Ħal Bordi. Kościół, dziś tam stojący, nie jest pierwszy, znajduje się około stu metrów od miejsca, w którym znajdował się oryginalny. Dziś na tym miejscu zbudowany jest wiatrak. Podczas budowy tego ostatniego znaleziono sporo ludzkich kości, pochodzących prawdopodobnie z pochówków w kościele i jego otoczeniu.
W starym kościele, którego data budowy nie jest znana (zakłada się, że było to przed rokiem 1570), znajdował się obraz w formie tryptyku, przedstawiający Madonnę z małym Jezusem na kolanach, który trzyma w lewej ręce kulę ziemską, prawą zaś unosi w geście błogosławieństwa. Po prawej stronie Madonny stoi św. Piotr, po lewej zaś św. Mikołaj. Tryptyk ten, zachowany do dzisiaj, pochodzi z końca XIII wieku, wykonany jest na drewnie i należy do szkoły sycylijskiej. Przypisywany jest artyście Corso di Buono. Podobne obrazy można znaleźć w muzeach sycylijskich, co wskazuje na pochodzenie tego obrazu. Kiedy w roku 1575 świątynię wizytował wizytator apostolski prałat Dusina, zauważył wielkie nabożeństwo wiernych do tego obrazu; zanotował też wezwanie kościoła: Matki Boskiej Sierpniowej (malt. tal-Madonna tax-xahar t’Awissu).
W roku 1664 wielki mistrz zakonu św. Jana Nicolas Cotoner nakazał wybudować większy kościół, umiejscowiając go w pewnej od już istniejącego odległości. Jego budowniczym był Pietru Barbara, ojciec architekta Giovanniego Barbary (Kilin podaje Lorenzo Gafà). Budowa została ukończona dwa lata później, w roku 1666. W 1745 roku na tyłach kościoła dobudowano dużą zakrystię.
Kościół został konsekrowany przez biskupa Vincenzo Labiniego w dniu 23 grudnia 1787 roku. 

## Architektura

### Wygląd zewnętrzny
Kościół ma kształt zbliżony do sześcianu. Jego fasada jest gładka, podzielona na cztery panele, a jedyną widoczną ozdobą jest statua siedzącej Madonny z Dzieciątkiem. Fasada obramowana jest dwoma wysokimi pilastrami doryckimi podtrzymującymi szeroki gzyms i belkowanie na szczycie. Centralne przęsło jego elewacji, pomiędzy pionowymi parami paneli, przebite jest dużymi prostokątnymi drzwiami z trójkątnym naczółkiem na szczycie.

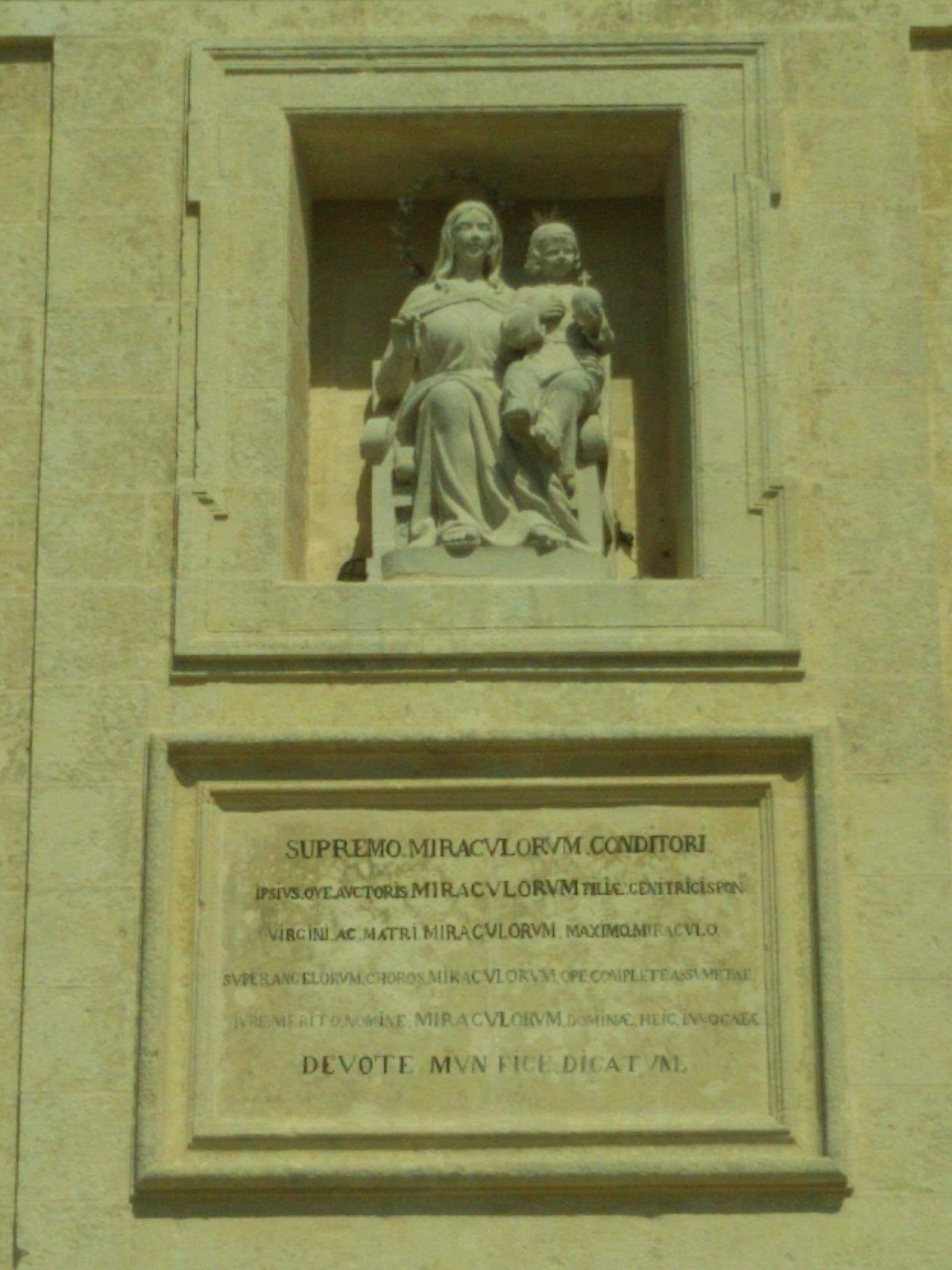
Nisza z Madonną z Dzieciątkiem, poniżej inskrypcja

 Bezpośrednio nad portalem głównym znajduje się monumentalna kamienna inskrypcja, a nad nią rzeźbiony wizerunek Madonny z Dzieciątkiem w prostej kwadratowej niszy. Madonna z Dzieciątkiem siedzą na tronie. Madonna jest przedstawiona z uniesioną ręką i patrzy przed siebie. Ma na sobie tunikę z płaszczem wiązanym na ramionach. Chrystus ma też na sobie królewską tunikę i trzyma w dłoni kulę ziemską z krzyżem. Obie figury są drobiazgowo wykonane w kamieniu.Niska kopuła, z której wyrasta strzelista latarnia, jest prawie całkowicie ukryta w ośmiokątnym bębnie. W każdej z bocznych ścian są drzwi z półkolistym naczółkiem, południowe są zamurowane. Wysoko nad każdymi drzwiami prostokątne okno. W tylnym rogu nad zakrystią znajduje się kwadratowa dzwonnica. Wokół kościoła obszerny zuntier (plac), otoczony murem z balustradami.

### Wnętrze
Wewnątrz świątynia ma kształt kwadratu z ośmioma pilastrami w stylu doryckim, które wspierają cztery łuki i cztery pendentywy, z których wznosi się półkulista kopuła. Pendentywy, łuki i kopuła są pomalowane motywami kwiatowymi i symbolami litanii do Matki Bożej. Marmurowy ołtarz znajduje się w płytkim prezbiterium zawierającym cztery inne niższe pilastry doryckie, podtrzymujące łuk i płytką apsydę.
Obraz tytularny, którego autorem jest Mattia Preti, przedstawia Madonnę trzymającą małego Jezusa, który stoi na jej kolanach, a także św. Piotra i św. Mikołaja z Bari, tak jak na starym tryptyku. Na prośbę wielkiego mistrza Cotonera na obrazie umieszczony również został klęczący archanioł Rafał. Obraz umieszczony jest w nastawie ołtarzowej złożonej z dwóch kolumn i dwóch pilastrów w stylu korynckim. Wszystkie są rzeźbione i złocone. Nad nimi również rzeźbione belkowanie i dwie połówki podzielonego odcinkowego frontonu. Powyżej tych ostatnich widać dwa anioły, a pośrodku kamienne pole, w którym kiedyś znajdował się herb wielkiego mistrza Nicolasa Cotonera, fundatora kościoła, a dziś zawiera inskrypcję. Nad nim widnieje złocona korona.
Wspomniany tryptyk znajduje się we wnęce w bocznej ścianie świątyni.

## Pochodzenie nazwyTal-Mirakli
W 1743 roku miało miejsce wydarzenie, które znacznie zwiększyło pobożność wiernych. Pewnego dnia, odpowiedzialny za kościół poszedł zapalić lampę przed świętym obrazem. Zobaczył, że po obliczu Madonny spływają duże krople, jak łzy lub woda. Na początku myślał, że to z powodu wilgoci, ale w żadnym innym miejscu nie było to widoczne. Poinformował o wszystkim władze kościelne. Po zbadaniu tego faktu okazało się, że są to łzy, spływające jakby z oczu żywej osoby. Tego dnia, prawdopodobnie 20 lutego 1743 roku, Maltę nawiedziło trzęsienie ziemi, w którym nikt nie stracił życia.

Wielki mistrz i biskup Malty doszli do wniosku, że fakt, iż nikt nie stracił życia, wydarzył się za wstawiennictwem Maryi. Dlatego od tego dnia kościół zaczęto nazywać „Tal-Mirakli” (malt. (od) cudów). Inskrypcja nad wejściem opisuje to zdarzenie.

## Kościół dziś
W XXI wieku budynek kościoła został poddany gruntownej renowacji. Dziś jest wykorzystywany jest zgodnie ze swoim przeznaczeniem, z codzienną mszą świętą i spotkaniami grup religijnych.

## Ochrona dziedzictwa kulturowego
27 sierpnia 2012 roku kościół został wpisany na listę National Inventory of the Cultural Property of the Maltese Islands pod numerem 00826.